# Joaquín Aguirre Santellán
Horacio Joaquín Aguirre Santellán (Nueva Palmira, Colonia, 23 de marzo de 1991) es un futbolista uruguayo. Juega en la posición de defensa en el Municipal Pérez Zeledón de la Primera División de Costa Rica.

## Clubes
| Club                                      | País       | Año           |
| ----------------------------------------- | ---------- | ------------- |
| C.A. Peñarol                              | Uruguay    | 2012 - 2015   |
| El Tanque Sisley                          | Uruguay    | 2015 - 2016   |
| Racing                                    | Uruguay    | 2016          |
| La Equidad                                | Colombia   | 2017          |
| C.D. Maldonado                            | Uruguay    | 2017 - 2019   |
| C.S. Cartaginés                           | Costa Rica | 2019 - 2020   |
| Asociación Deportiva y Recreativa Jicaral | Costa Rica | 2020          |
| Sporting Football Club                    | Costa Rica | 2021 - 2023   |
| Municipal Pérez Zeledón                   | Costa Rica | 2024 - actual |

## Palmarés
| Título              | Club    | País    | Año     |
| ------------------- | ------- | ------- | ------- |
| Campeonato Uruguayo | Peñarol | Uruguay | 2012-13 |